# 李玄
李玄（朝鮮語: 이현）は、高麗の文官であり、朝鮮氏族の林川李氏の始祖である。
高麗末期に帰化したウイグル人である。
李玄は高麗の通訳として明朝の南京に赴き、その褒美として林川の領地を授けられた。